# Giorgione

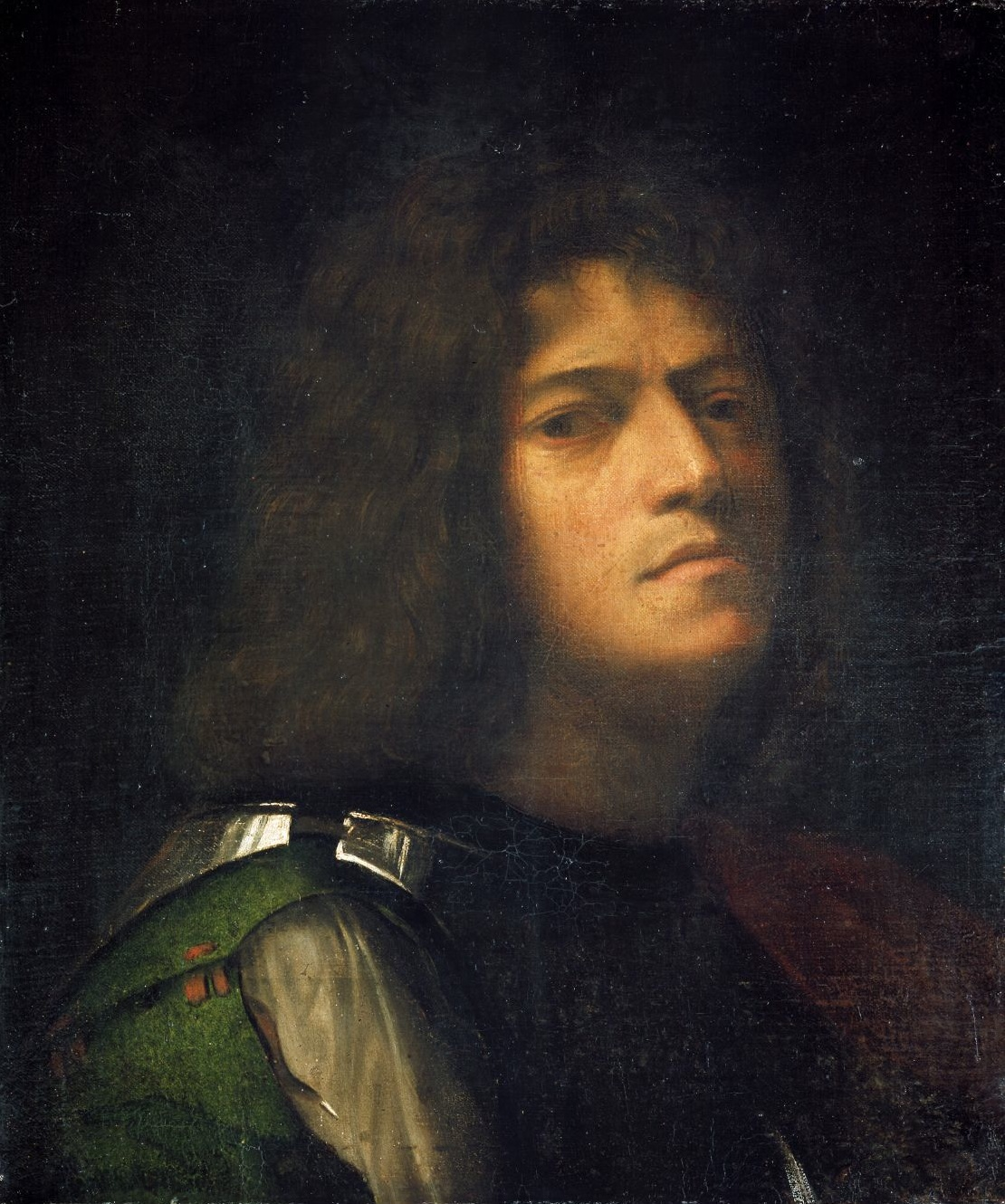
Selbstbildnis als David (um 1508),
Herzog Anton Ulrich-Museum, Braunschweig

Giorgione, vollständiger Name Giorgio da Castelfranco, genannt auch Zorzo da Castelfranco (* 1478 in Castelfranco Veneto; † vor dem 25. Oktober 1510 in Venedig), war ein italienischer Maler der Renaissance.

## Leben

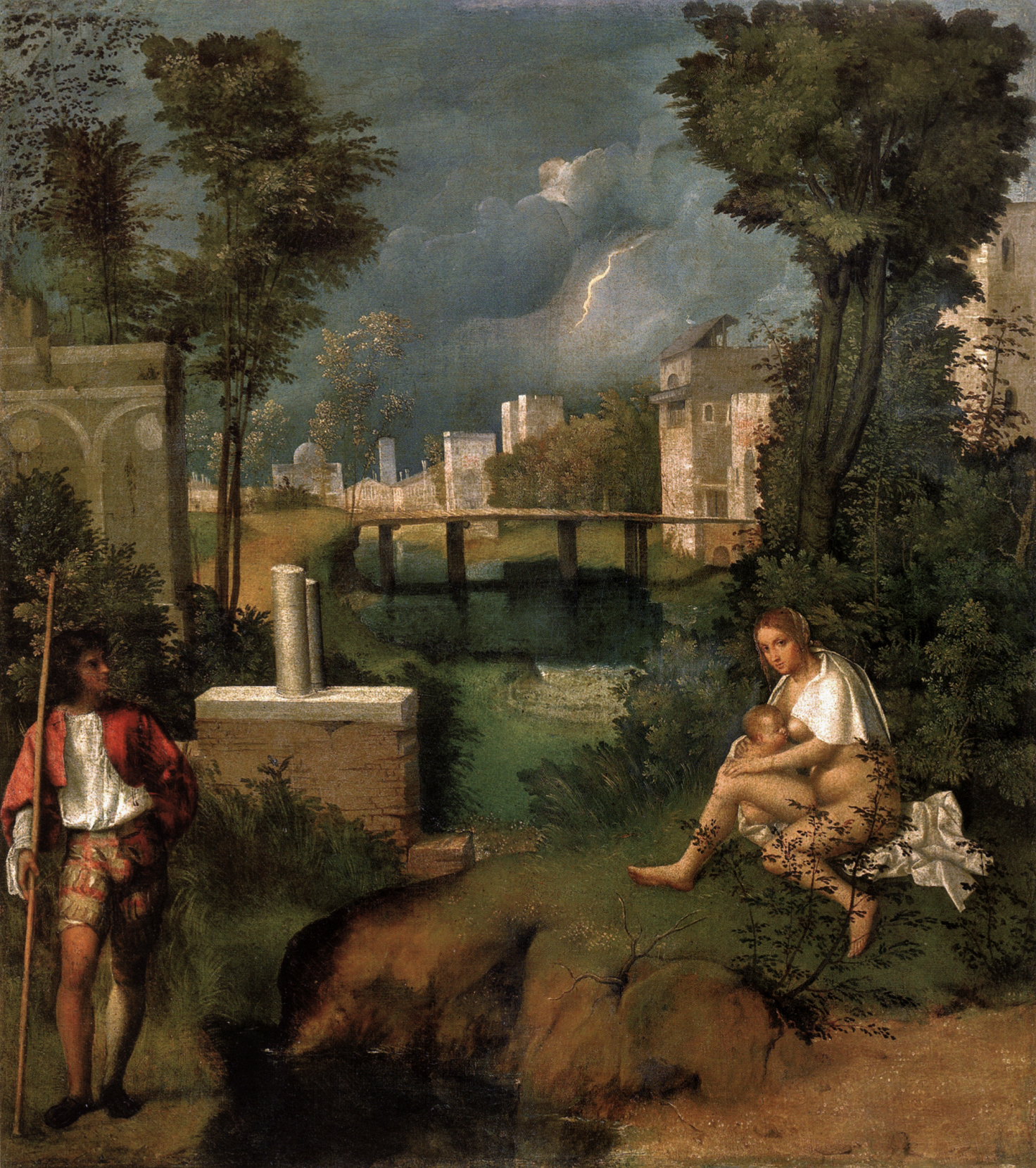
Das Gewitter, 1507/1508, Gallerie dell’Accademia, Venedig

Dokumente über Giorgiones Leben sind kaum vorhanden: Der Biograf Giorgio Vasari nannte in der ersten Ausgabe seiner Lebensbeschreibungen – erschienen 1550 – das Geburtsjahr 1477, in der zweiten Ausgabe von 1568 korrigierte er das Datum auf 1478.
Gemeinsam mit Tizian lernte Giorgione in der Werkstatt von Giovanni Bellini in Venedig. Nach seiner Rückkehr nach Castelfranco malte er im Auftrag des Condottiere Tuzio Costanzo 1504/1505 für eine Kapelle in der Stadtpfarrkirche San Liberale das Altarbild Madonna mit den Heiligen Franziskus und Nicasius, bekannt als Pala di Castelfranco. Costanzo hatte das Bildnis zu Ehren seines 1504 unerwartet verstorbenen Sohnes Matteo Costanzo gestiftet.
Um 1505 kehrte Giorgione wieder nach Venedig zurück, wo er zahlreiche, heute zerstörte Fresken an Häuserfassaden ausführte. Nachgewiesene biografische Daten beziehen sich auch auf Zahlungen, die der Rat der Zehn in Venedig an Giorgione leistete. Der Künstler erhielt am 14. August 1507 eine Zahlung von 20 Dukaten sowie am 24. Januar 1508 einen weiteren Geldbetrag für ein Leinwandbild im Audienzsaal des Dogenpalastes. Am 8. November 1508 hatten die Vorsteher des Salzamtes über die Fassadenmalerei am Fondaco dei Tedeschi (Fragmente in der Ca’ d’Oro und in Saltwood Castle, Kent) am Canal Grande zu entscheiden. An diesem Werk war unter der Leitung von Giorgione auch Tizian beteiligt. Am 11. Dezember 1508 setzten drei als Experten beauftragte Maler das Honorar auf 150 Dukaten fest. Einen Betrag von 130 Dukaten erhielt Giorgione.
Giorgione starb 1510 in Venedig an den Folgen einer Pestinfektion. Sein Tod ist nur durch einen Brief von Isabella d’Este überliefert, so dass eine Auftragsbeziehung vermutet werden kann.
Von Staffeleibildern des Künstlers sind noch beglaubigt: die sogenannte Familie des Giorgione, drei Figuren in einer Landschaft, womit er das erste reine Landschaftsbild der italienischen Malerei schuf, und Die drei Philosophen in einer Gebirgslandschaft (Kunsthistorisches Museum Wien). Außerdem schreibt man ihm auf Grund von Stilverwandtschaft mit den obigen Gemälden noch zu: Das Konzert (Florenz, Palazzo Pitti), drei lebensgroße Halbfiguren, die Feuerprobe des kleinen Moses, das Urteil Salomonis und das Bildnis eines Malteserritters (Florenz, Uffizien), Madonna mit Antonius und Rochus (Madrid, Prado), kreuztragender Christus (Vicenza, Casa Loschi), ein männliches Bildnis (Rovigo), Apollo und Daphne (Venedig, Seminario della Salute) und Schlafende Venus (Dresden, Galerie).
Der venezianische Adlige Marcantonio Michiel listet in seiner Notizia d'opere del disegno, die zwischen 1520 und 1543 entstand, zwölf Gemälde und eine Zeichnung als Werke Giorgiones auf.

## Rezeption

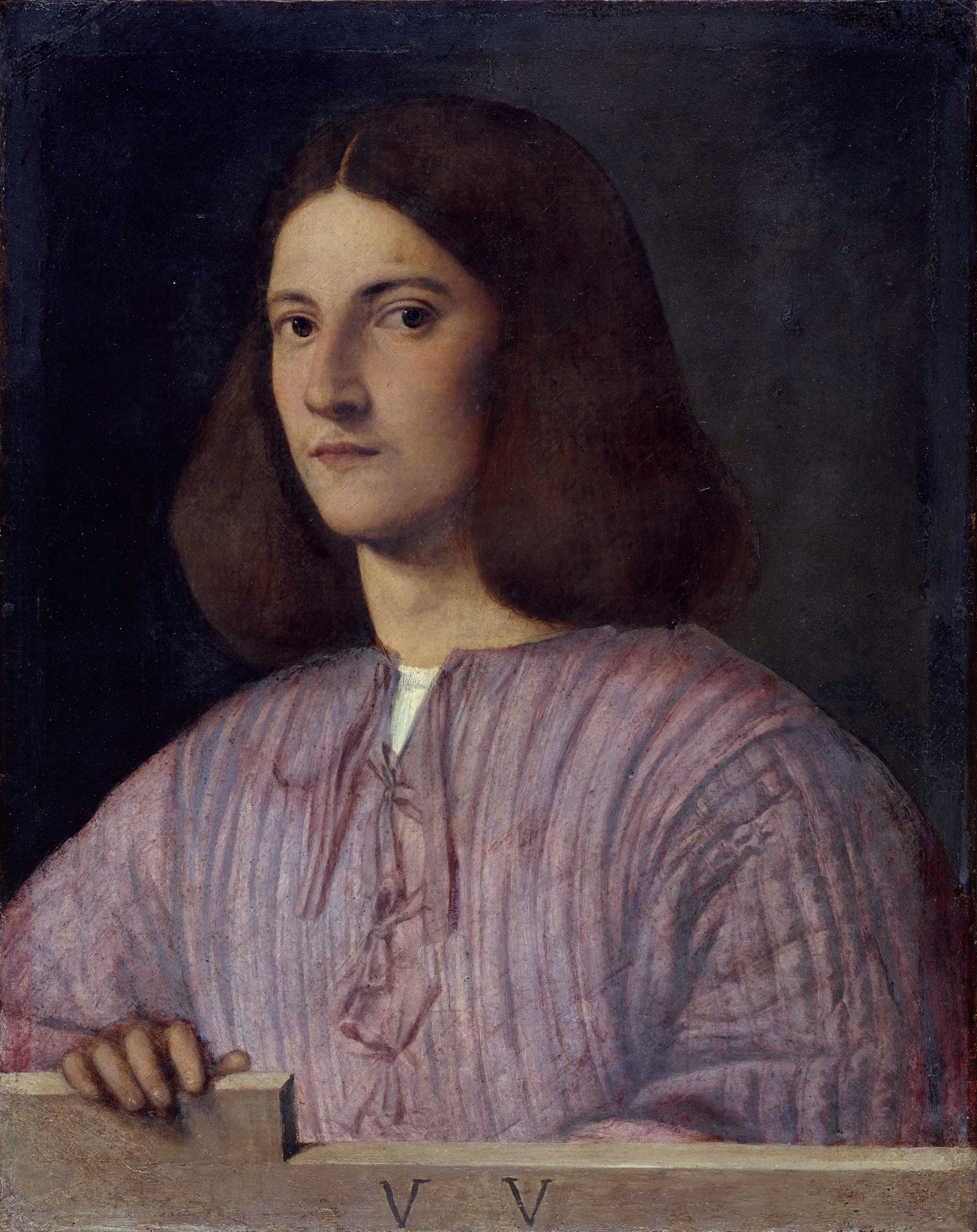
Bildnis eines jungen Mannes, um 1505/06, Gemäldegalerie Berlin

Giorgiones Werke gehören zur Stilepoche der venezianischen Malerei. In seinem kurzen Leben schuf er innerhalb dieser Epoche eine Reihe von Meisterwerken: Große Gestaltungskraft, eine hohe Auffassungsgabe und eine reiche poetische Phantasie verbunden mit einer seltenen koloristischen Begabung kennzeichnen Giorgiones Künstlerpersönlichkeit. Das Besondere an seiner Malweise ist dabei der weitgehende Verzicht auf Umrisslinien – entscheidender für den Künstler ist das Herausarbeiten farblicher Übergänge.
Mit seinem Gesamtwerk, das den Vorstellungen und Bedürfnissen der damaligen Zeit entsprach, brachte der Künstler eine Giorgionismus genannte Stilrichtung hervor. Zu den Anhängern des Giorgionismus zählten: Marco Basaiti, Vincenzo Catena, Giovanni Girolamo Savoldo, Girolamo Romanino, Bartolomeo Veneto, Giovanni Cariani, Palma Vecchio und Bonifazio Veronese. Von Venedig gelangte der Giorgionismus auch nach Ferrara, wo er die Malweise von Dosso Dossi beeinflusste. Und im 17. Jahrhundert interessierte sich Pietro della Vecchia als italienischer Maler des Barocks für Giorgione.

## Trivia
In Giorgiones Geburtsstadt Castelfranco Veneto befinden sich ein Denkmal aus dem Jahr 1878 und das Museo Casa di Giorgione. Anlässlich der Eröffnung im Jahre 2009/2010 fand eine Sonderausstellung statt, die sonst getrennt ausgestellte Werke des Künstlers als Ensemble zeigte.

## Werke

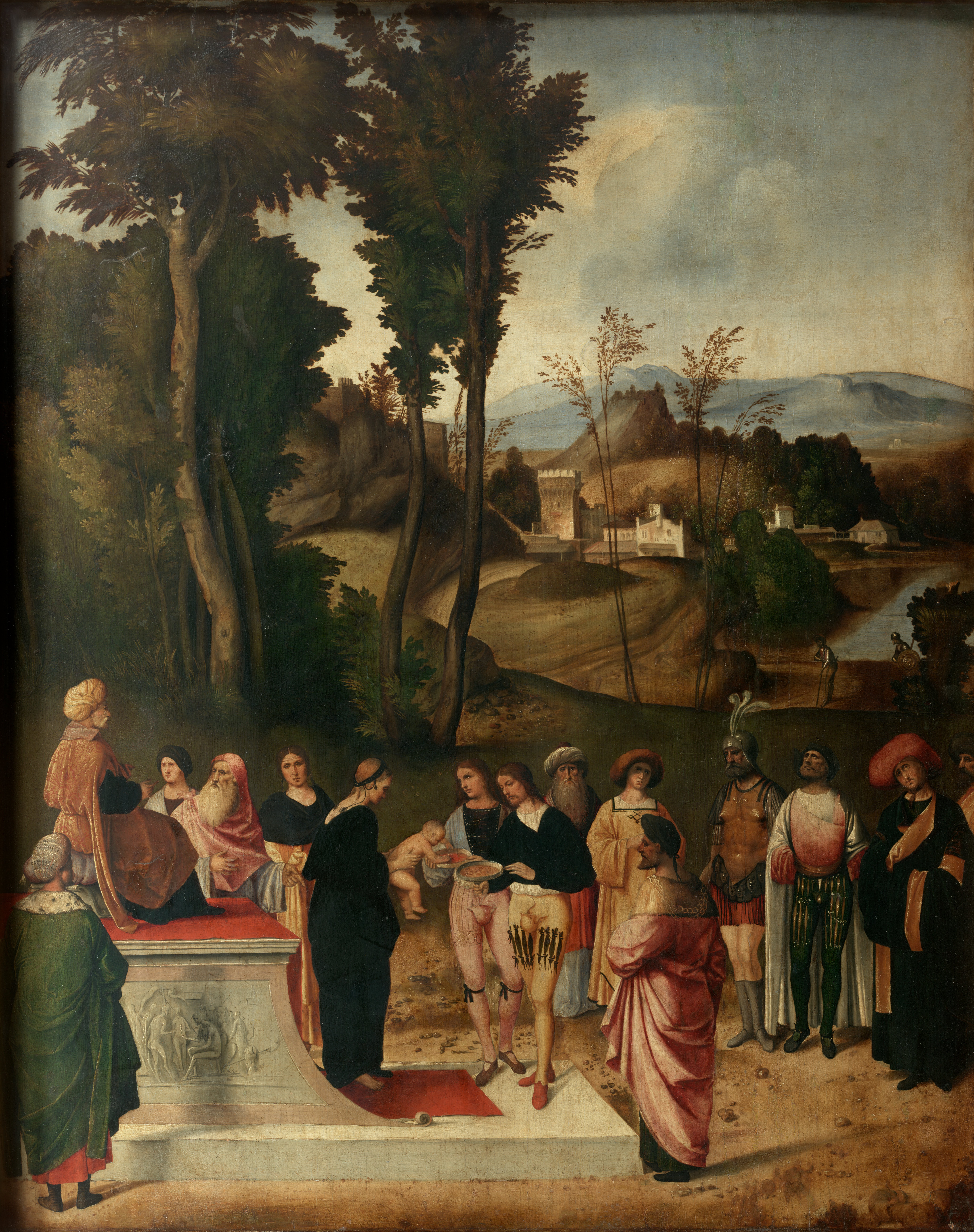
Die Feuerprobe des Moses, 1505, Uffizien, Florenz

### Gemälde

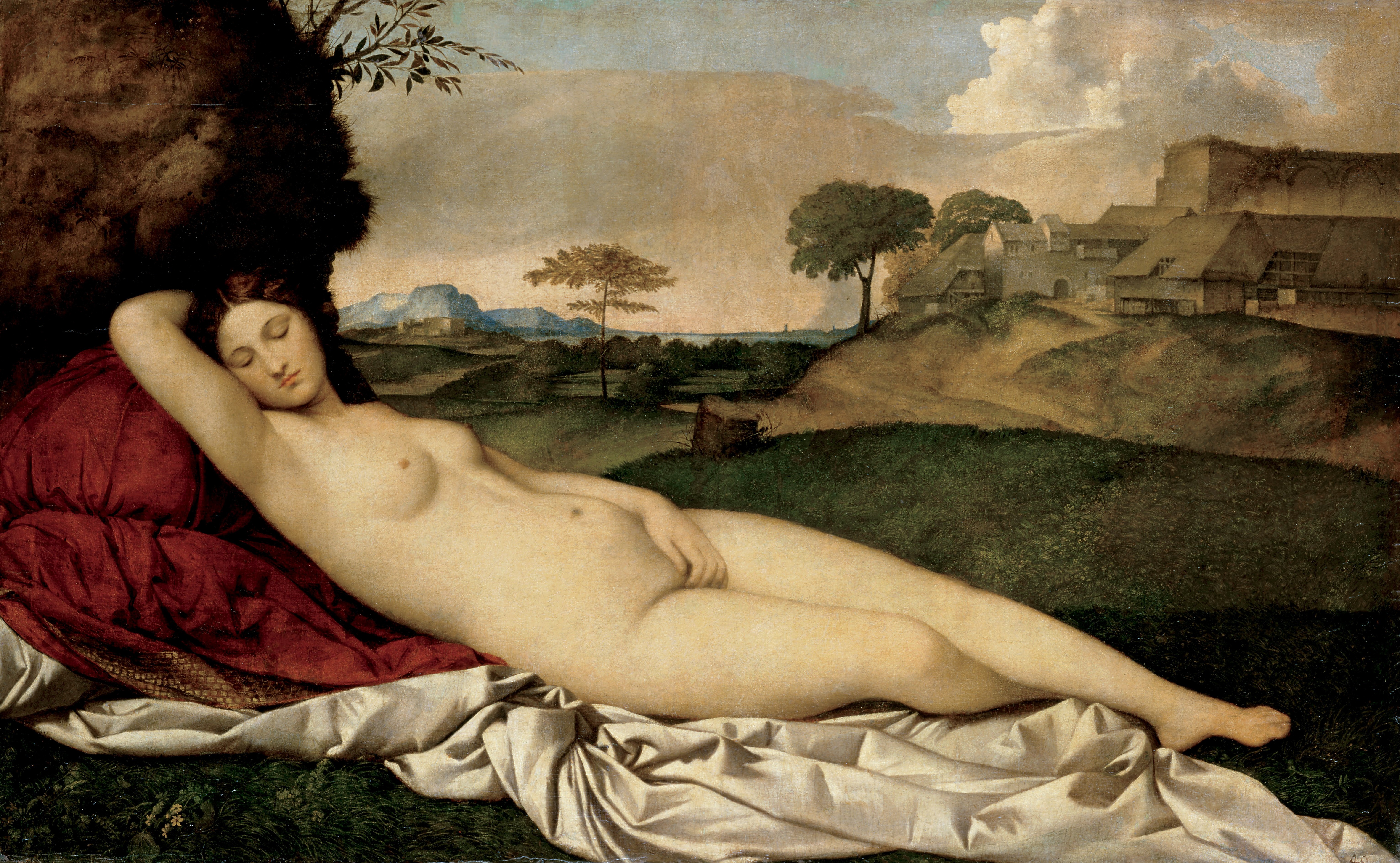
Schlummernde Venus, 1510, Gemäldegalerie Dresden

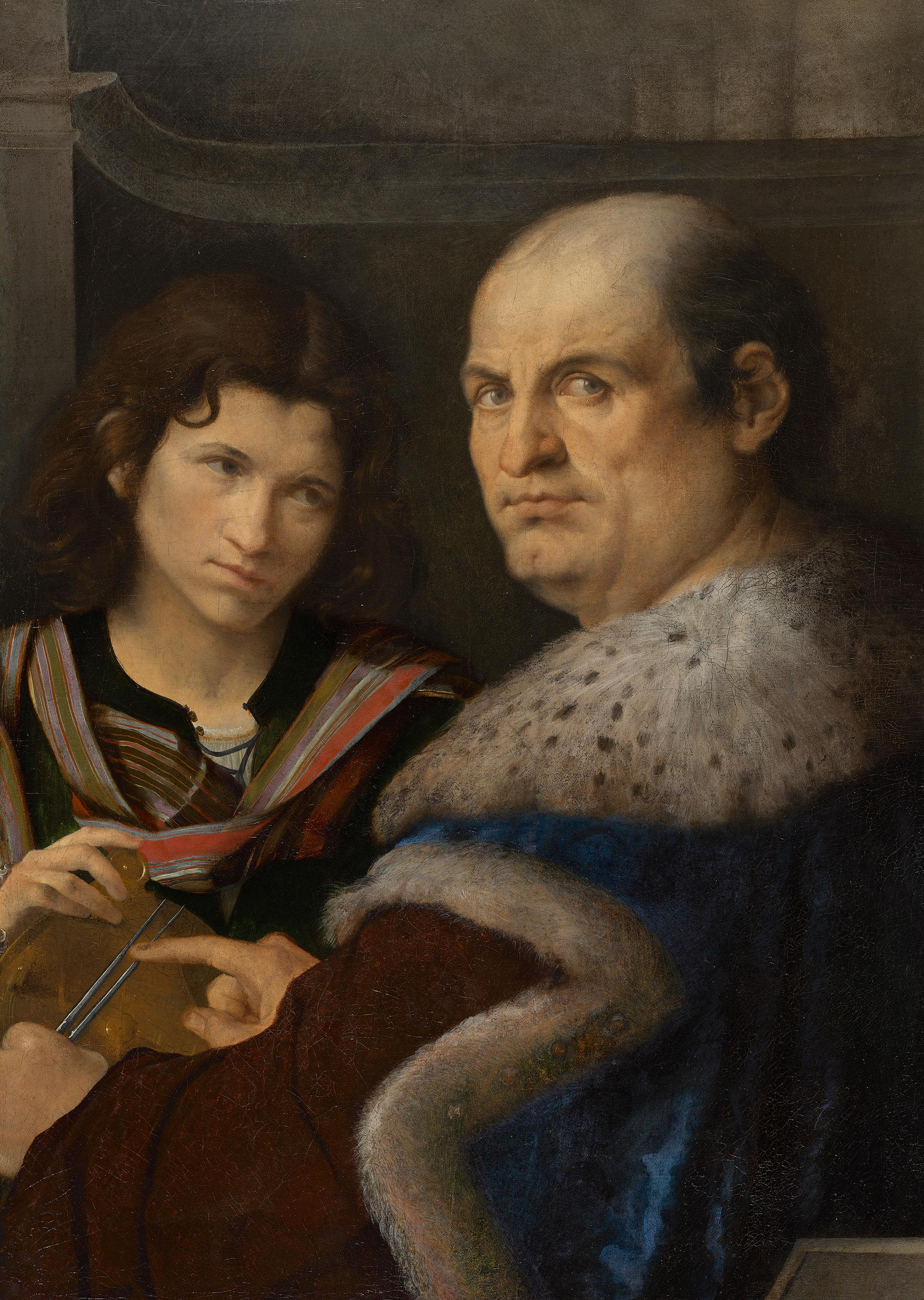
Bildnis des Giovanni Borgherini und des Trifone Gabriele, 1509/10, Bayerische Staatsgemäldesammlungen

#### Eigenhändige Werke
- Berlin, Gemäldegalerie

Bildnis eines jungen Mannes, um 1505/06.
Öl auf Leinwand, 58 × 47 cm, Inv.: 12 A.
- Boston, Isabella Stewart Gardner Museum

Kreuztragender Christus, um 1500–1503.
Öl auf Holz, 52 × 43 cm.
- Castelfranco Veneto, Dom

Maria mit dem Kinde und den Heiligen Franziskus und Liberale (Pala di Castelfranco), um 1504.
Öl auf Holz, 200 × 152 cm.
- Dresden, Gemäldegalerie Alte Meister

Schlummernde Venus, 1510.
Öl auf Leinwand, 108 × 174 cm, Inv.: 185; Bild wurde von Tizian vollendet.
- Florenz, Galleria degli Uffizi

Die Feuerprobe des Moses, um 1500–1505.
Öl auf Holz, 89 × 72 cm, Inv.: 945; Gegenstück zu „Das Urteil Salomos“.
Das Urteil Salomos, um 1500–1505.
Öl auf Holz, 89 × 72 cm, Inv.: 947; Gegenstück zu „Die Feuerprobe des Moses“.
- Florenz, Palazzo Pitti

Das Konzert (Die drei Lebensalter des Mannes / Die Unterweisung des Marc Aurel), um 1500/01.
Öl auf Holz, 62 × 77,5 cm, Inv.: 110.
- Hampton Court, Royal Collection

Hirte mit Flöte (sog. Apollo), um 1510.
Öl auf Leinwand, 61,2 × 46,5 cm, Inv.: 101.
- London, National Gallery

Die Anbetung der Könige, um 1500–1504.
Öl auf Holz, 29 × 81 cm, Inv.: NG 1160.
Landschaft mit den Heiligen Rochus, Georg und Antonius Abbas (Die Dämmerung: „Donà delle Rose“), um 1508–1510.
Öl auf Leinwand, 73,3 × 91,5 cm, Inv.: NG 6307.
- Monaco, Musée de la Chapelle de la Visitation Sammlung Barbara Piasecka Johnson

Der Leichnam Christi von einem Engel gestützt (Engelspietà), um 1510.
Öl auf Leinwand, 76 × 63 cm; Bild wurde von Tizian vollendet.
- München, Alte Pinakothek (Bayerische Staatsgemäldesammlungen)

Bildnis eines jungen Mannes, um 1505/10.
Pappelholz, 69,4 × 53,6 cm, Inv.: 524.
Bildnis des Giovanni Borgherini und des Trifone Gabriele, 1509/10.
Leinwand, 91,5 × 67 cm, Inv.: 7452.
- Oxford, Ashmolean Museum

Lesende Maria mit dem Kinde (Madonna Tallard), um 1506/07.
Öl auf Holz, 76,6 × 60,2 cm, Inv.: 177.
- San Diego, Museum of Art

Bildnis eines Mannes, 1510.
Öl auf Holz, 30,1 × 26,7 cm, Inv.: 40-100.
- St. Petersburg, Eremitage

Judith, um 1502–1504.
Öl auf Leinwand, 144 × 68 cm, Inv.: 37; frühere Sammlung Crozat.
Maria mit dem Kinde in einer Landschaft, um 1506.
Öl auf Holz auf Leinwand übertragen, 44 × 36,5 cm, Inv.: 38.
- Venedig, Galleria Franchetti – Ca’ d’Oro

Stehender weiblicher Akt, um 1507/08.
Abgelöstes Fresko, 243 × 140 cm, Inv.: 1133.
- Venedig, Gallerie dell’ Accademia

La Tempesta (Das Gewitter), um 1506–1508.
Öl auf Leinwand, 82 × 73 cm, Inv.: 881.
Bildnis einer alten Frau (Col Tempo), um 1510.
Öl auf Leinwand, 68 × 59 cm, Inv.: 95.

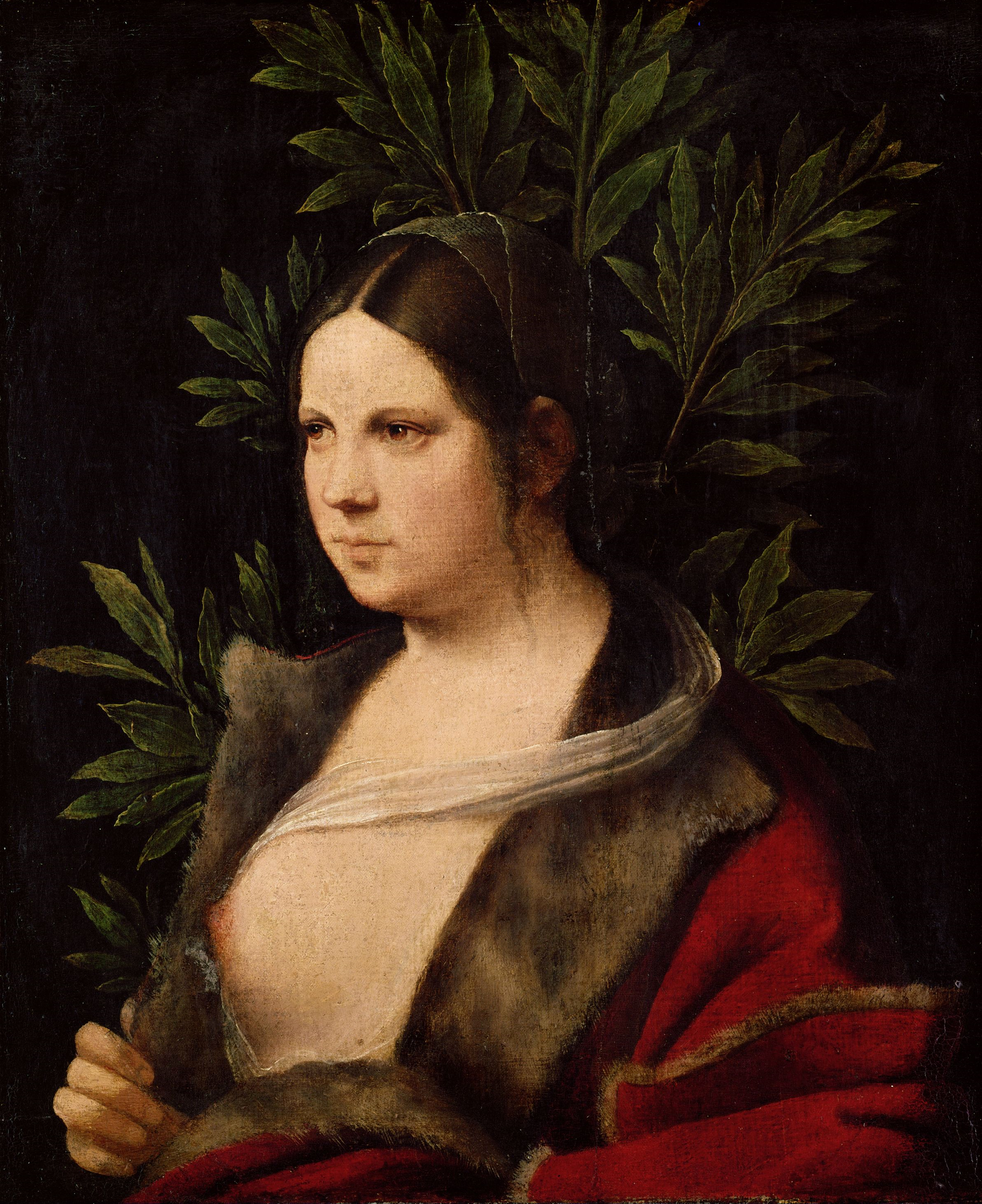
Bildnis einer jungen Frau („Laura“), 1506, Kunsthistorisches Museum, Wien

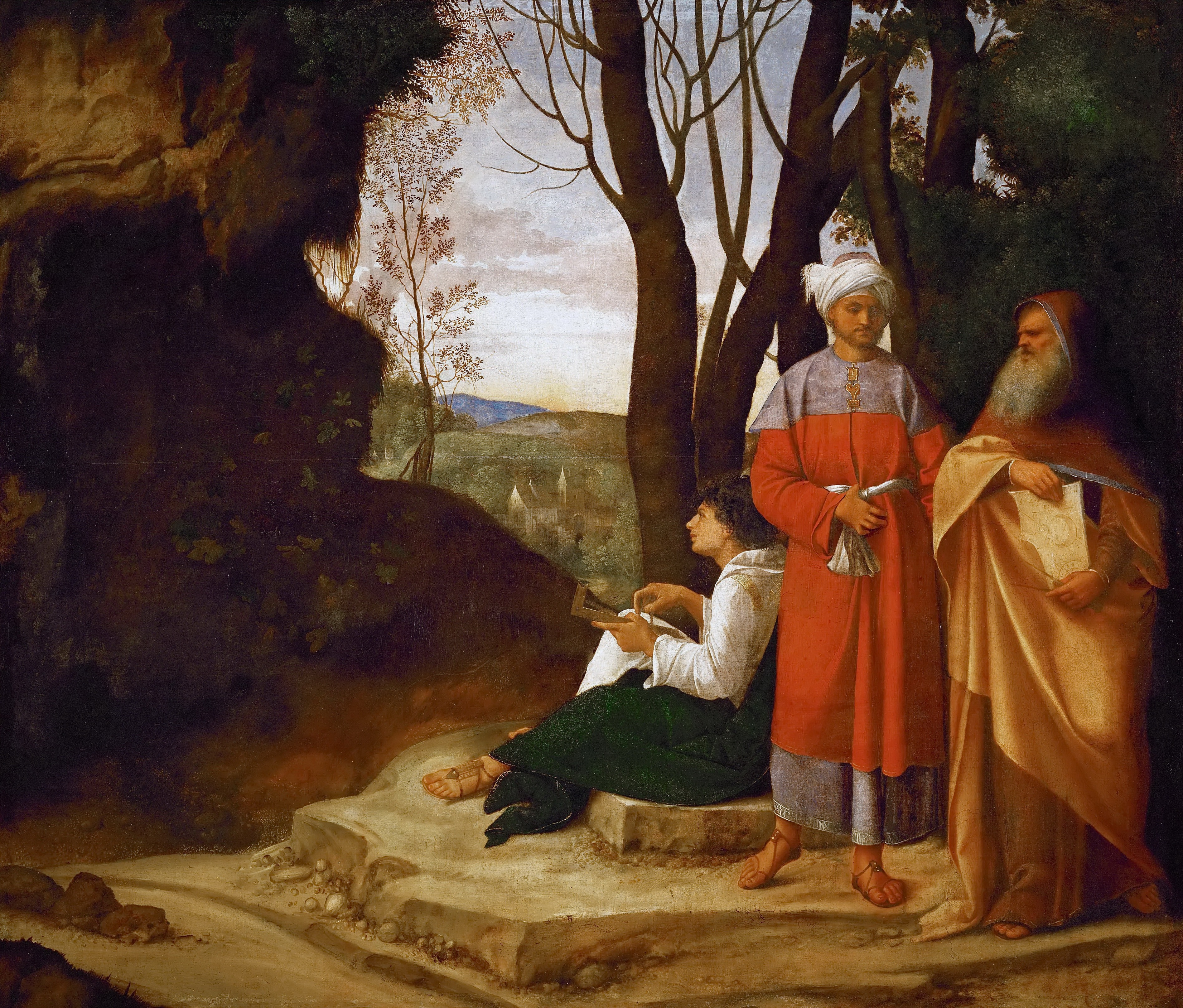
Die drei Philosophen, um 1508/1509, Kunsthistorisches Museum, Wien

- Venedig, Scuola Grande di San Rocco

Kreuztragender Christus, um 1509/10.
Öl auf Leinwand, 70 × 100 cm, Inv.: 110.
- Washington, National Gallery of Art

Die Heilige Familie (Benson), um 1500.
Öl auf Holz übertragen auf Pressspan, 37,3 × 45,6 cm, Inv.: 1952.2.8.
Die Anbetung der Hirten (Allendale), um 1500–1505.
Öl auf Holz, 90,8 × 110,5 cm, Inv.: 1939.1.289.
Bildnis eines venezianischen Edelmanns, um 1508–1510.
Öl auf Leinwand, 76,2 × 63,5 cm, Inv.: 1939.1.258.
- Wien, Kunsthistorisches Museum

Knabe mit dem Pfeil, um 1504–1506.
Öl auf Holz, 48 × 42 cm, Inv.: 63.
Bildnis einer jungen Frau („Laura“), 1506.
Öl auf Leinwand auf Holz aufgeklebt, 41 × 33,6 cm, Inv.: 219.
Die drei Philosophen, um 1508/1509.
Öl auf Leinwand, 123,8 × 144,5 cm, Inv.: 116.
Bildnis eines Soldaten mit seinem Diener (Girolamo Marcello?), um 1509/10.
Öl auf Leinwand, 72 × 56,5 cm, Inv.: 1526.

#### Zugeschriebene Werke
- Bergamo, Privatsammlung

Maria mit dem Kinde, um 1500–1504.
Öl auf Holz, 68 × 48 cm, Inv.: 110; Autorenschaft möglich aber aufgrund fehlender Vergleichsstücke äußerst umstritten.
- Braunschweig, Herzog Anton Ulrich-Museum

Selbstbildnis als David.
Öl auf Leinwand, 52 × 43 cm, Inv.: 454; Überwiegend als Kopie nach einem verlorenen Original bewertet.
- Budapest, Szépművészeti Múzeum

Bildnis eines jungen Mannes (sog. Brocardo).
Öl auf Leinwand, 72,5 × 54 cm, Inv.: 140; Autorenschaft möglich aber überwiegend abgelehnt.
- London, National Gallery

Hommage an einen Poeten, um 1495–1500.
Öl auf Holz, 12 × 19 cm, Inv.: NG 1173; neuerdings wieder als Jugendwerk erkannt.
- Montagnana, Dom

David und Goliath, um 1498/99.
Fresko; neuerdings mit hohem Anerkennungsgrad zugeschrieben, wobei darauf verwiesen wird, dass man abwarten müsse, bis die Bilder von allen modernen Übermalungen befreit sind.
Judith und Holofernes, um 1498/99.
Fresko; neuerdings mit hohem Anerkennungsgrad zugeschrieben, wobei darauf verwiesen wird, dass man abwarten müsse, bis die Bilder von allen modernen Übermalungen befreit sind.
- New York, Collection Knoedler

Page.
Öl auf Holz, 24,1 × 20,6 cm; neuerdings aufgrund mangelnder Qualität aus dem eigenhändigen Œuvre gestrichen.
- Padua, Musei Civici

Ländliche Idylle, um 1498/99.
Öl auf Holz, 12 × 19 cm, Inv.: 170; neuerdings als Jugendwerk erkannt.
Leda mit dem Schwan, um 1498/99.
Öl auf Holz, 12 × 19 cm, Inv.: 162; neuerdings als Jugendwerk erkannt.
- Washington, Frank Pearl Collection

Die Predigt Johannes des Täufers, um 1495–1500.
Öl auf Holz, 34,3 × 27,9 cm; neuerdings als Jugendwerk erkannt.
- Washington, National Gallery of Art

Venus und Cupido in einer Landschaft, um 1498/99.
Öl auf Holz, 11 × 20 cm, Inv.: 1939.1.142; neuerdings als Jugendwerk erkannt.
Doppelbildnis des Giovanni Borgherini und seines Lehrers Niccolò Leonico Tomeo.
Öl auf Leinwand, 47 × 60,7 cm, Inv.: 1974.87.1; wird von einer sehr großen Zahl von Kunsthistorikern für eigenhändig gehalten.
- Washington, Phillips Collection

Astrologe (Orpheus und die Zeit), um 1498/99.
Öl auf Holz, 12 × 19,5 cm; neuerdings als Jugendwerk erkannt.

#### Umstrittene Werke
- Berlin, Gemäldegalerie

Ceres.
Öl auf Leinwand, 70 × 54 cm, Inv.: 1/56; wird heute meist Sebastiano del Piombo zugeschrieben.
- Budapest, Szépmüvészeti Múzeum

Selbstbildnis.
Öl auf Papier auf Holz aufgeklebt, 91 × 63 cm, Inv.: 86; mit Sicherheit eine Kopie.
- Detroit, Institute of Arts

Dreifaches Porträt.
Öl auf Leinwand, 84 × 69 cm, Inv.: 26.108; wird überwiegend Sebastiano del Piombo zugeschrieben.
- Florenz, Galleria degli Uffizi

Geharnischter Edelmann mit Knappe (Gattamelatta).
Öl auf Leinwand, 90 × 73 cm, Inv.: 911; von der neuen Forschung endgültig aus dem Œuvre von Giorgione ausgeschlossen.
- Hampton Court, Royal Collection

Das Konzert (sog. Apollo), um 1510.
Öl auf Leinwand, 76,2 × 98 cm, Inv.: 505-130; vermutlich im Umkreis des Giovanni Bellini entstanden.
- Paris, Musée National du Louvre

Ländliches Konzert, um 1505–10.
Öl auf Leinwand, 110 × 138 cm, die Zuschreibung schwankt zwischen Giorgione und Tizian.

### Zeichnungen
Es wurde versucht, Giorgione Zeichnungen zuzuweisen. Allerdings sind diese Zuweisungen uneinheitlich und mit Vorsicht zu betrachten.
- Berlin, Kupferstichkabinett Berlin

Sitzender männlicher Akt.
Braune Tinte auf Papier, 23 × 15,6 cm, Inv.: KdZ 416; zugeschrieben.
Dorfplatz mit Bauernhäusern.
Graubraune Tinte auf Papier, 23,2 × 28,8 cm, Inv.: KdZ 5130; Wird neuerdings Andrea Pevitali zugeschrieben.
- Budapest, Szépművészeti Múzeum

Die heilige Elisabeth mit dem Johannesknaben.
Braune Tinte auf Papier, 16,5 × 11,3 cm, Inv.: 1783; dürfte eher von Tizian sein.
- Darmstadt, Hessisches Landesmuseum

Jupiter und Kallisto.
Rötel auf Karton, 14 × 19 cm, Inv.: 175; dürfte eher von Tizian sein.
- Lausanne, Sammlung Stroelin

Sitzender weiblicher Akt in Rückenansicht.
Tinte auf Papier, 19,5 × 12,5 cm; dürfte eher von Tizian sein.
- New York, Metropolitan Museum of Art

Putto.
Rötel auf Papier, 15,8 × 6,3 cm, Inv.: 11.66.5.; sehr umstrittene, meist abgelehnte Zuschreibung.
- Oxford, Christ Church

Sitzender Philosoph, um 1508.
- Rotterdam, Museum Boymans-van Beuningen

Ruhender Hirte vor einer Stadtmauer, um 1506–1508.
Rötel auf Karton, 20,3 × 29 cm, Inv.: I 485; einzige unbestrittene Zeichnung.
- Washington, National Gallery of Art

Die Entführung des Ganymed, um 1500.
Bleistift und braune Tinte auf Papier, 15 × 11,7 cm, Inv.: 1996.11.1.
- Zürich, Privatsammlung

Kopf eines bärtigen Mannes (recto) / Kopf eines bärtigen Mannes (verso), um 1508.
Karton, 21,5 × 13,5 cm.
- Verbleib unbekannt

Landschaft mit Kastell (am 5. Juli 2005 bei Christie’s in London versteigert).Ref?